# مالكولم لي (كرة سلة)
مالكولم لي (بالإنجليزية: Malcolm Lee)‏ مواليد 22 مايو 1990 في ريفرسايد، هو لاعب كرة سلة أمريكي بدأ مسيرته الاحترافية في سنة 2011 حيث تم اختياره من قبل فريق شيكاغو بولز خلال الدرافت. يبلغ طوله 6 قدم 5 بوصة (2.0 م).

## فرق لعب لها
- مينيسيوتا تيمبر وولفز
- فيلادلفيا سفنتي سيكسرز

## إحصائيات المسيرة

### الموسم الاعتيادي
| السنة   | الفريق                | لعب | بدأ | دقيقة | ميداني% | ثلاثية | حرة  | ارتداد | صنع | استلاب | تصدي | نقطة |
| ------- | --------------------- | --- | --- | ----- | ------- | ------ | ---- | ------ | --- | ------ | ---- | ---- |
| 2011–12 | مينيسيوتا تيمبر وولفز | 19  | 0   | 12.8  | .390    | .200   | .824 | 1.4    | 1.6 | .4     | .2   | 3.3  |
| 2012–13 | مينيسيوتا تيمبر وولفز | 16  | 12  | 18.1  | .382    | .333   | .600 | 2.4    | 1.3 | .8     | .4   | 4.9  |
| المسيرة | المسيرة               | 35  | 12  | 15.2  | .385    | .294   | .703 | 1.9    | 1.5 | .6     | .3   | 4.0  |

## روابط خارجية
- مالكولم لي على موقع الاتحاد الدولي لكرة السلة (الإنجليزية)
- مالكولم لي على موقع إن بي أي (الإنجليزية)
- مالكولم لي على موقع سبورتس رفرنس (الإنجليزية)
- مالكولم لي على موقع كرة السلة الأوروبية.كوم (الإنجليزية)
- مالكولم لي على موقع كلية كرة السلة في سبورتس رفرنس.كوم (الإنجليزية)
- مالكولم لي على موقع ريلجم (الإنجليزية)
- مالكولم لي على موقع بروبوليرز (الإنجليزية)
- مالكولم لي على موقع سبورتس رفرنس (الإنجليزية)
- مالكولم لي على موقع سبورتس رفرنس (الإنجليزية)